# Liste des anciennes communes des Landes
Cette page a pour objectif de retracer toutes les modifications communales dans le département des Landes : les anciennes communes qui ont existé depuis la Révolution française, ainsi que les créations, les modifications officielles de nom, ainsi que les échanges de territoires entre communes.
Dans un département très étendu et relativement peu peuplé, le nombre de communes créées lors de la Révolution a été relativement modéré : un peu moins de 400 (mais le maillage est plus resserré en Chalosse et dans le Tursan). Un nombre qui va rapidement chuter en fusionnant les petites communes. En 1820, le département ne compte déjà plus que 357 communes, puis 330 en 1870, un nombre autour duquel il va se stabiliser depuis lors. En effet, on peut constater un très faible mouvement au cours de ces 150 dernières années. Les incitations aux regroupements n'auront pas suscité d'intérêt (aucune fusion liée à la loi Marcellin dans les années 1970) et seulement 2 communes nouvelles, plus récemment. Aujourd'hui le département compte 327 communes (au 1er janvier 2024).

## Transferts vers un autre département
| Département d'origine | Département de rattachement | Communes concernées                                                                                               | Décision             |
| --------------------- | --------------------------- | --- | -------------------- |
| Landes                | Basses-Pyrénées             | Saint-Esprit (pour fusionner avec la commune de Bayonne)                                                          | 1er juin 1857 (Loi)  |
| Landes                | Basses-Pyrénées             | Une partie de la commune de Tarnos (quartiers de Boucau et de Romatet) pour former la nouvelle commune de Boucau. | 1er juin 1857 (Loi)  |
| Gers                  | Landes                      | Labastide-d'Armagnac                                                                                              | 5 février 1850 (Loi) |
| Gers                  | Landes                      | Esperroux et Labarre (pour fusionner avec la commune de Parleboscq).                                              | 1791                 |

## Fusions
| Nom de la nouvelle commune                                                                                 | Communes réunies                                 | Régime                                                                        | Date (et nature) de la décision                     | Date d'effet                   |
| --- | ------------------------------------------------ | ----------------------------------------------------------------------------- | --------------------------------------------------- | ------------------------------ |
| Morcenx-la-Nouvelle                                                                                        | Morcenx                                          | commune nouvelle (avec 3 communes déléguées : Arjuzanx, Garrosse et Sindères) | 16 novembre 2018 (Arrêté) 27 novembre 2018 (Arrêté) | 1er janvier 2019               |
| Morcenx-la-Nouvelle                                                                                        | Arjuzanx                                         | commune nouvelle (avec 3 communes déléguées : Arjuzanx, Garrosse et Sindères) | 16 novembre 2018 (Arrêté) 27 novembre 2018 (Arrêté) | 1er janvier 2019               |
| Morcenx-la-Nouvelle                                                                                        | Garrosse                                         | commune nouvelle (avec 3 communes déléguées : Arjuzanx, Garrosse et Sindères) | 16 novembre 2018 (Arrêté) 27 novembre 2018 (Arrêté) | 1er janvier 2019               |
| Morcenx-la-Nouvelle                                                                                        | Sindères                                         | commune nouvelle (avec 3 communes déléguées : Arjuzanx, Garrosse et Sindères) | 16 novembre 2018 (Arrêté) 27 novembre 2018 (Arrêté) | 1er janvier 2019               |
| Rion-des-Landes                                                                                            | Rion-des-Landes                                  | commune nouvelle (avec communes déléguées)                                    | 25 novembre 2016 (Arrêté)                           | 1er janvier 2017               |
| Rion-des-Landes                                                                                            | Boos                                             | commune nouvelle (avec communes déléguées)                                    | 25 novembre 2016 (Arrêté)                           | 1er janvier 2017               |
| Pissos | Pissos                                           | fusion                                                                        | 29 janvier 1971 (Arrêté)                            | 1er février 1971               |
| Pissos | Richet                                           | fusion                                                                        | 29 janvier 1971 (Arrêté)                            | 1er février 1971               |
| Saint-Justin                                                                                               | Saint-Justin                                     | fusion                                                                        | 18 février 1965 (Arrêté)                            | 25 février 1965                |
| Saint-Justin                                                                                               | Arouille                                         | fusion                                                                        | 18 février 1965 (Arrêté)                            | 25 février 1965                |
| Moustey | Moustey                                          | fusion                                                                        | 15 février 1965 (Arrêté)                            | 25 février 1965                |
| Moustey | Biganon                                          | fusion                                                                        | 15 février 1965 (Arrêté)                            | 25 février 1965                |
| Mont-de-Marsan                                                                                             | Mont-de-Marsan                                   | fusion                                                                        | 13 juin 1866 (Loi)                                  | 13 juin 1866 (Loi)             |
| Mont-de-Marsan                                                                                             | Saint-Jean-d'Août-et-Nonères                     | fusion                                                                        | 13 juin 1866 (Loi)                                  | 13 juin 1866 (Loi)             |
| Mont-de-Marsan                                                                                             | Saint-Médard-de-Beausse                          | fusion                                                                        | 13 juin 1866 (Loi)                                  | 13 juin 1866 (Loi)             |
| Dax | Dax                                              | fusion                                                                        | 18 mai 1861 (Loi)                                   | 18 mai 1861 (Loi)              |
| Dax | Saint-Vincent-de-Xaintes                         | fusion                                                                        | 18 mai 1861 (Loi)                                   | 18 mai 1861 (Loi)              |
| Bahus-Soubiran                                                                                             | Bahus-Soubiran                                   | fusion                                                                        | 8 mai 1861 (Loi)                                    | 8 mai 1861 (Loi)               |
| Bahus-Soubiran                                                                                             | Damoulens (une partie)                           | fusion                                                                        | 8 mai 1861 (Loi)                                    | 8 mai 1861 (Loi)               |
| Eugénie-les-Bains                                                                                          | Espérons                                         | fusion                                                                        | 8 mai 1861 (Loi)                                    | 8 mai 1861 (Loi)               |
| Eugénie-les-Bains                                                                                          | Damoulens (une partie)                           | fusion                                                                        | 8 mai 1861 (Loi)                                    | 8 mai 1861 (Loi)               |
| Bayonne (département des Basses-Pyrénées)                                                                  | Bayonne (département des Basses-Pyrénées)        | fusion                                                                        | 1er juin 1857 (Loi)                                 | 1er juin 1857 (Loi)            |
| Bayonne (département des Basses-Pyrénées)                                                                  | Saint-Esprit (département des Landes)            | fusion                                                                        | 1er juin 1857 (Loi)                                 | 1er juin 1857 (Loi)            |
| Payros-Cazautets                                                                                           | Payros                                           | fusion                                                                        | 25 janvier 1848 (Ordonnance)                        | 25 janvier 1848 (Ordonnance)   |
| Payros-Cazautets                                                                                           | Cazautets (une partie) (le village de Cazautets) | fusion                                                                        | 25 janvier 1848 (Ordonnance)                        | 25 janvier 1848 (Ordonnance)   |
| Puyol-Cazalet                                                                                              | Puyol                                            | fusion                                                                        | 25 janvier 1848 (Ordonnance)                        | 25 janvier 1848 (Ordonnance)   |
| Puyol-Cazalet                                                                                              | Cazautets (une partie) (le hameau de Cazalet)    | fusion                                                                        | 25 janvier 1848 (Ordonnance)                        | 25 janvier 1848 (Ordonnance)   |
| Ousse-et-Suzan                                                                                             | Ousse                                            | fusion                                                                        | 23 juin 1846 (Ordonnance)                           | 23 juin 1846 (Ordonnance)      |
| Ousse-et-Suzan                                                                                             | Suzan                                            | fusion                                                                        | 23 juin 1846 (Ordonnance)                           | 23 juin 1846 (Ordonnance)      |
| Miramont-Sensacq                                                                                           | Miramont                                         | fusion                                                                        | 30 décembre 1844 (Ordonnance)                       | 30 décembre 1844 (Ordonnance)  |
| Miramont-Sensacq                                                                                           | Sensacq                                          | fusion                                                                        | 30 décembre 1844 (Ordonnance)                       | 30 décembre 1844 (Ordonnance)  |
| Sarron-Saint-Agnet                                                                                         | Sarron (commune rétablie en 1870)                | fusion                                                                        | 30 décembre 1844 (Ordonnance)                       | 30 décembre 1844 (Ordonnance)  |
| Sarron-Saint-Agnet                                                                                         | Saint-Agnet (commune rétablie en 1870)           | fusion                                                                        | 30 décembre 1844 (Ordonnance)                       | 30 décembre 1844 (Ordonnance)  |
| Duhort-Bachen                                                                                              | Duhort                                           | fusion                                                                        | 5 juillet 1844 (Loi)                                | 5 juillet 1844 (Loi)           |
| Duhort-Bachen                                                                                              | Bachen                                           | fusion                                                                        | 5 juillet 1844 (Loi)                                | 5 juillet 1844 (Loi)           |
| Eyres-Moncube                                                                                              | Eyres                                            | fusion                                                                        | 25 juin 1844 (Ordonnance)                           | 25 juin 1844 (Ordonnance)      |
| Eyres-Moncube                                                                                              | Moncube                                          | fusion                                                                        | 25 juin 1844 (Ordonnance)                           | 25 juin 1844 (Ordonnance)      |
| Castaignos-Souslens                                                                                        | Castaignos                                       | fusion                                                                        | 25 mai 1844 (Ordonnance)                            | 25 mai 1844 (Ordonnance)       |
| Castaignos-Souslens                                                                                        | Souslens                                         | fusion                                                                        | 25 mai 1844 (Ordonnance)                            | 25 mai 1844 (Ordonnance)       |
| Saint-Jean-d'Août-et-Nonères                                                                               | Saint-Jean-d'Août                                | fusion                                                                        | 18 mai 1837 (Ordonnance)                            | 18 mai 1837 (Ordonnance)       |
| Saint-Jean-d'Août-et-Nonères                                                                               | Nonères                                          | fusion                                                                        | 18 mai 1837 (Ordonnance)                            | 18 mai 1837 (Ordonnance)       |
| Carcarès-Sainte-Croix                                                                                      | Carcarès                                         | fusion                                                                        | 16 novembre 1833 (Ordonnance)                       | 16 novembre 1833 (Ordonnance)  |
| Carcarès-Sainte-Croix                                                                                      | Sainte-Croix (canton de Tartas)                  | fusion                                                                        | 16 novembre 1833 (Ordonnance)                       | 16 novembre 1833 (Ordonnance)  |
| Carcen-Ponson                                                                                              | Carcen                                           | fusion                                                                        | 9 août 1833 (Ordonnance)                            | 9 août 1833 (Ordonnance)       |
| Carcen-Ponson                                                                                              | Ponson                                           | fusion                                                                        | 9 août 1833 (Ordonnance)                            | 9 août 1833 (Ordonnance)       |
| Onesse-et-Laharie                                                                                          | Onesse                                           | fusion                                                                        | 12 juin 1833 (Ordonnance)                           | 12 juin 1833 (Ordonnance)      |
| Onesse-et-Laharie                                                                                          | Laharie                                          | fusion                                                                        | 12 juin 1833 (Ordonnance)                           | 12 juin 1833 (Ordonnance)      |
| Bordères-et-Lamensans                                                                                      | Bordères                                         | fusion                                                                        | 18 mai 1833 (Ordonnance)                            | 18 mai 1833 (Ordonnance)       |
| Bordères-et-Lamensans                                                                                      | Lamensans                                        | fusion                                                                        | 18 mai 1833 (Ordonnance)                            | 18 mai 1833 (Ordonnance)       |
| Mazerolles                                                                                                 | Mazerolles                                       | fusion                                                                        | 31 août 1832 (Ordonnance)                           | 31 août 1832 (Ordonnance)      |
| Mazerolles                                                                                                 | Beaussiet                                        | fusion                                                                        | 31 août 1832 (Ordonnance)                           | 31 août 1832 (Ordonnance)      |
| Rivière-Saas-et-Gourby                                                                                     | Rivière-Saas                                     | fusion                                                                        | 19 août 1831 (Ordonnance)                           | 19 août 1831 (Ordonnance)      |
| Rivière-Saas-et-Gourby                                                                                     | Gourby                                           | fusion                                                                        | 19 août 1831 (Ordonnance)                           | 19 août 1831 (Ordonnance)      |
| Lugaut | Lugaut                                           | fusion                                                                        | 1831                                                | 1831                           |
| Lugaut | Retjons                                          | fusion                                                                        | 1831                                                | 1831                           |
| Saint-Jean-de-Lier                                                                                         | Saint-Jean-de-Lier                               | fusion                                                                        | 13 avril 1828 (Ordonnance)                          | 13 avril 1828 (Ordonnance)     |
| Saint-Jean-de-Lier                                                                                         | Saint-Pierre-de-Lier                             | fusion                                                                        | 13 avril 1828 (Ordonnance)                          | 13 avril 1828 (Ordonnance)     |
| Lucbardez-et-Bargues                                                                                       | Lucbardez                                        | fusion                                                                        | 17 avril 1827 (Ordonnance)                          | 17 avril 1827 (Ordonnance)     |
| Lucbardez-et-Bargues                                                                                       | Bargues                                          | fusion                                                                        | 17 avril 1827 (Ordonnance)                          | 17 avril 1827 (Ordonnance)     |
| Serreslous-et-Arribans                                                                                     | Serreslous                                       | fusion                                                                        | 12 septembre 1826 (Ordonnance)                      | 12 septembre 1826 (Ordonnance) |
| Serreslous-et-Arribans                                                                                     | Arribans                                         | fusion                                                                        | 12 septembre 1826 (Ordonnance)                      | 12 septembre 1826 (Ordonnance) |
| Lit-et-Mixe                                                                                                | Lit                                              | fusion                                                                        | 19 juillet 1826 (Ordonnance)                        | 19 juillet 1826 (Ordonnance)   |
| Lit-et-Mixe                                                                                                | Mixe                                             | fusion                                                                        | 19 juillet 1826 (Ordonnance)                        | 19 juillet 1826 (Ordonnance)   |
| Rivière-Saas                                                                                               | Rivière                                          | fusion                                                                        | 13 novembre 1825 (Ordonnance)                       | 13 novembre 1825 (Ordonnance)  |
| Rivière-Saas                                                                                               | Saas                                             | fusion                                                                        | 13 novembre 1825 (Ordonnance)                       | 13 novembre 1825 (Ordonnance)  |
| Rimbez-et-Baudiets                                                                                         | Rimbez                                           | fusion                                                                        | 12 janvier 1825 (Ordonnance)                        | 12 janvier 1825 (Ordonnance)   |
| Rimbez-et-Baudiets                                                                                         | Baudiets                                         | fusion                                                                        | 12 janvier 1825 (Ordonnance)                        | 12 janvier 1825 (Ordonnance)   |
| Uchacq-et-Parentis                                                                                         | Uchacq-et-Cezeron                                | fusion                                                                        | 12 janvier 1825 (Ordonnance)                        | 12 janvier 1825 (Ordonnance)   |
| Uchacq-et-Parentis                                                                                         | Parentis (canton de Mont-de-Marsan)              | fusion                                                                        | 12 janvier 1825 (Ordonnance)                        | 12 janvier 1825 (Ordonnance)   |
| Saugnac-et-Cambran                                                                                         | Saugnac                                          | fusion                                                                        | 9 juin 1824 (Ordonnance)                            | 9 juin 1824 (Ordonnance)       |
| Saugnac-et-Cambran                                                                                         | Cambran                                          | fusion                                                                        | 9 juin 1824 (Ordonnance)                            | 9 juin 1824 (Ordonnance)       |
| Campet-et-Lamolère                                                                                         | Campet-et-Sainte-Croix                           | fusion                                                                        | 25 juin 1823 (Ordonnance)                           | 25 juin 1823 (Ordonnance)      |
| Campet-et-Lamolère                                                                                         | Lamolère                                         | fusion                                                                        | 25 juin 1823 (Ordonnance)                           | 25 juin 1823 (Ordonnance)      |
| Ygos-Saint-Saturnin                                                                                        | Ygos                                             | fusion                                                                        | 7 août 1822 (Ordonnance)                            | 7 août 1822 (Ordonnance)       |
| Ygos-Saint-Saturnin                                                                                        | Saint-Saturnin                                   | fusion                                                                        | 7 août 1822 (Ordonnance)                            | 7 août 1822 (Ordonnance)       |
| Bougue | Bougue                                           | fusion                                                                        | 11 août 1819 (Ordonnance)                           | 11 août 1819 (Ordonnance)      |
| Bougue | Agos                                             | fusion                                                                        | 11 août 1819 (Ordonnance)                           | 11 août 1819 (Ordonnance)      |
| Pujo-le-Plan                                                                                               | Pujo                                             | fusion                                                                        | 24 mars 1819 (Ordonnance)                           | 24 mars 1819 (Ordonnance)      |
| Pujo-le-Plan                                                                                               | Le Plan                                          | fusion                                                                        | 24 mars 1819 (Ordonnance)                           | 24 mars 1819 (Ordonnance)      |
| Escalans                                                                                                   | Escalans                                         | fusion                                                                        | 6 février 1812 (Décret)                             | 6 février 1812 (Décret)        |
| Escalans                                                                                                   | Saint-Martin-le-Vieux                            | fusion                                                                        | 6 février 1812 (Décret)                             | 6 février 1812 (Décret)        |
| Escalans                                                                                                   | Sainte-Meille                                    | fusion                                                                        | 6 février 1812 (Décret)                             | 6 février 1812 (Décret)        |
| Saint-Perdon                                                                                               | Saint-Perdon                                     | fusion                                                                        | 6 février 1812 (Décret)                             | 6 février 1812 (Décret)        |
| Saint-Perdon                                                                                               | Saint-Orens                                      | fusion                                                                        | 6 février 1812 (Décret)                             | 6 février 1812 (Décret)        |
| Saint-Cricq-Chalosse                                                                                       | Saint-Cricq                                      | fusion                                                                        | 31 mai 1807 (Décret)                                | 31 mai 1807 (Décret)           |
| Saint-Cricq-Chalosse                                                                                       | Marquebielle                                     | fusion                                                                        | 31 mai 1807 (Décret)                                | 31 mai 1807 (Décret)           |
| Saint-Cricq-Chalosse                                                                                       | Ségaret                                          | fusion                                                                        | 31 mai 1807 (Décret)                                | 31 mai 1807 (Décret)           |
| Montgaillard                                                                                               | Montgaillard                                     | fusion                                                                        | 1801                                                | 1801                           |
| Montgaillard                                                                                               | Bahus-et-Jusan (rétablie avec Montsoué en 1875)  | fusion                                                                        | 1801                                                | 1801                           |
| Montgaillard                                                                                               | Montsoué (commune rétablie en 1875)              | fusion                                                                        | 1801                                                | 1801                           |
| Montgaillard                                                                                               | Saint-Gilles                                     | fusion                                                                        | 1801                                                | 1801                           |
| Arouille                                                                                                   | Arouille                                         | fusion                                                                        | 1795-1800                                           | 1795-1800                      |
| Arouille                                                                                                   | Arguelouse                                       | fusion                                                                        | 1795-1800                                           | 1795-1800                      |
| Arouille                                                                                                   | Saubouries                                       | fusion                                                                        | 1795-1800                                           | 1795-1800                      |
| Philondenx                                                                                                 | Philondenx                                       | fusion                                                                        | 1795-1800                                           | 1795-1800                      |
| Philondenx                                                                                                 | Pichevin                                         | fusion                                                                        | 1795-1800                                           | 1795-1800                      |
| Saint-Justin                                                                                               | Saint-Justin                                     | fusion                                                                        | 1795-1800                                           | 1795-1800                      |
| Saint-Justin                                                                                               | Saint-Martin-de-Noët                             | fusion                                                                        | 1795-1800                                           | 1795-1800                      |
| Aire | Aire                                             | fusion                                                                        | 1790-1794                                           | 1790-1794                      |
| Aire | Le Mas                                           | fusion                                                                        | 1790-1794                                           | 1790-1794                      |
| Arthez | Arthez                                           | fusion                                                                        | 1790-1794                                           | 1790-1794                      |
| Arthez | Lyres                                            | fusion                                                                        | 1790-1794                                           | 1790-1794                      |
| Banos-et-Arcet                                                                                             | Banos                                            | fusion                                                                        | 1790-1794                                           | 1790-1794                      |
| Banos-et-Arcet                                                                                             | Arcet (transféré à Montaut en 1828)              | fusion                                                                        | 1790-1794                                           | 1790-1794                      |
| Campet-et-Sainte-Croix                                                                                     | Campet                                           | fusion                                                                        | 1790-1794                                           | 1790-1794                      |
| Campet-et-Sainte-Croix                                                                                     | Sainte-Croix (canton de Mont-de-Marsan)          | fusion                                                                        | 1790-1794                                           | 1790-1794                      |
| Canenx-et-Réaut                                                                                            | Canenx                                           | fusion                                                                        | 1790-1794                                           | 1790-1794                      |
| Canenx-et-Réaut                                                                                            | Réaut                                            | fusion                                                                        | 1790-1794                                           | 1790-1794                      |
| Doazit | Doazit                                           | fusion                                                                        | 1790-1794                                           | 1790-1794                      |
| Doazit | Aulès-Paradère                                   | fusion                                                                        | 1790-1794                                           | 1790-1794                      |
| Doazit | Mus                                              | fusion                                                                        | 1790-1794                                           | 1790-1794                      |
| Frèche | Frèche                                           | fusion                                                                        | 1790-1794                                           | 1790-1794                      |
| Frèche | Goussiès                                         | fusion                                                                        | 1790-1794                                           | 1790-1794                      |
| Labastide-d'Armagnac (appartenant alors au département du Gers et réuni au département des Landes en 1850) | Labastide-d'Armagnac (département du Gers)       | fusion                                                                        | 1791                                                | 1791                           |
| Labastide-d'Armagnac (appartenant alors au département du Gers et réuni au département des Landes en 1850) | Geux (département du Gers)                       | fusion                                                                        | 1791                                                | 1791                           |
| Labastide-d'Armagnac (appartenant alors au département du Gers et réuni au département des Landes en 1850) | Le Saumont (département du Gers)                 | fusion                                                                        | 1791                                                | 1791                           |
| Lamolère                                                                                                   | Lamolère                                         | fusion                                                                        | 1790-1794                                           | 1790-1794                      |
| Lamolère                                                                                                   | Martiens (transféré à Saint-Perdon en 1822)      | fusion                                                                        | 1790-1794                                           | 1790-1794                      |
| Moliets-et-Maâ                                                                                             | Moliets                                          | fusion                                                                        | 1790-1794                                           | 1790-1794                      |
| Moliets-et-Maâ                                                                                             | Maâ                                              | fusion                                                                        | 1790-1794                                           | 1790-1794                      |
| Monget | Monget                                           | fusion                                                                        | 1790-1794                                           | 1790-1794                      |
| Monget | Burgaux                                          | fusion                                                                        | 1790-1794                                           | 1790-1794                      |
| Parleboscq (département des Landes)                                                                        | Parleboscq (département des Landes)              | fusion                                                                        | 1791                                                | 1791                           |
| Parleboscq (département des Landes)                                                                        | Esperroux (département du Gers)                  | fusion                                                                        | 1791                                                | 1791                           |
| Parleboscq (département des Landes)                                                                        | Laballe (département du Gers)                    | fusion                                                                        | 1791                                                | 1791                           |
| Philondenx                                                                                                 | Philondenx                                       | fusion                                                                        | 1790-1794                                           | 1790-1794                      |
| Philondenx                                                                                                 | Arbleix                                          | fusion                                                                        | 1790-1794                                           | 1790-1794                      |
| Pissos | Pissos                                           | fusion                                                                        | 1790-1794                                           | 1790-1794                      |
| Pissos | Liposthey (commune rétablie en 1860)             | fusion                                                                        | 1790-1794                                           | 1790-1794                      |
| Pontenx | Pontenx                                          | fusion                                                                        | 1790-1794                                           | 1790-1794                      |
| Pontenx | Bouricos                                         | fusion                                                                        | 1790-1794                                           | 1790-1794                      |
| Pouy | Pouy                                             | fusion                                                                        | 1790-1794                                           | 1790-1794                      |
| Pouy | Buglose                                          | fusion                                                                        | 1790-1794                                           | 1790-1794                      |
| Poyartin                                                                                                   | Poyartin                                         | fusion                                                                        | 1790-1794                                           | 1790-1794                      |
| Poyartin                                                                                                   | Saint-Sever (canton de Montfort)                 | fusion                                                                        | 1790-1794                                           | 1790-1794                      |
| Saint-Michel-Escalus                                                                                       | Saint-Michel                                     | fusion                                                                        | 1790-1794                                           | 1790-1794                      |
| Saint-Michel-Escalus                                                                                       | Escalus                                          | fusion                                                                        | 1790-1794                                           | 1790-1794                      |
| Saugnac | Saugnac                                          | fusion                                                                        | 1790-1794                                           | 1790-1794                      |
| Saugnac | Arzet                                            | fusion                                                                        | 1790-1794                                           | 1790-1794                      |
| Saugnacq-et-Muret                                                                                          | Saugnacq                                         | fusion                                                                        | 1790-1794                                           | 1790-1794                      |
| Saugnacq-et-Muret                                                                                          | Muret                                            | fusion                                                                        | 1790-1794                                           | 1790-1794                      |
| Uchacq-et-Cezeron                                                                                          | Uchacq                                           | fusion                                                                        | 1790-1794                                           | 1790-1794                      |
| Uchacq-et-Cezeron                                                                                          | Cezeron                                          | fusion                                                                        | 1790-1794                                           | 1790-1794                      |
| Vielle-Saint-Girons                                                                                        | Vielle                                           | fusion                                                                        | 1790-1794                                           | 1790-1794                      |
| Vielle-Saint-Girons                                                                                        | Saint-Girons                                     | fusion                                                                        | 1790-1794                                           | 1790-1794                      |

## Créations et rétablissements
| Nouvelle commune                          | Commune affectée     | Mode de création                             | Date (et nature) de la décision |
| ----------------------------------------- | -------------------- | -------------------------------------------- | ------------------------------- |
| Bourriot-Bergonce                         | Lugaut               | Démembrement et suppression                  | 11 avril 1906 (Loi)             |
| Lugaut-Retjons                            | Lugaut               | Démembrement et suppression                  | 11 avril 1906 (Loi)             |
| Montsoué (sections de Boulin et de Bahus) | Montgaillard         | Démembrement (rétablissement)                | 4 mars 1875 (Décret)            |
| Uza                                       | Lévignacq            | Démembrement                                 | 18 janvier 1872 (Arrêté)        |
| Uza                                       | Lit-et-Mixe          | Démembrement                                 | 18 janvier 1872 (Arrêté)        |
| Uza                                       | Saint-Julien-en-Born | Démembrement                                 | 18 janvier 1872 (Arrêté)        |
| Saint-Agnet                               | Sarron-Saint-Agnet   | Démembrement et suppression (rétablissement) | 1870                            |
| Sarron                                    | Sarron-Saint-Agnet   | Démembrement et suppression (rétablissement) | 1870                            |
| Solférino                                 | Commensacq           | Démembrement                                 | 9 mai 1863 (Loi)                |
| Solférino                                 | Escource             | Démembrement                                 | 9 mai 1863 (Loi)                |
| Solférino                                 | Labouheyre           | Démembrement                                 | 9 mai 1863 (Loi)                |
| Solférino                                 | Lüe                  | Démembrement                                 | 9 mai 1863 (Loi)                |
| Solférino                                 | Morcenx              | Démembrement                                 | 9 mai 1863 (Loi)                |
| Solférino                                 | Onesse-et-Laharie    | Démembrement                                 | 9 mai 1863 (Loi)                |
| Solférino                                 | Sabres               | Démembrement                                 | 9 mai 1863 (Loi)                |
| Eugénie-les-Bains                         | Espérons             | Démembrement et suppressions                 | 8 mai 1861 (Loi)                |
| Eugénie-les-Bains                         | Damoulens            | Démembrement et suppressions                 | 8 mai 1861 (Loi)                |
| Liposthey                                 | Pissos               | Démembrement (rétablissement)                | 21 janvier 1860 (Décret)        |

## Modifications de nom officiel
| Ancien nom               | Nouveau nom                                                                      | Date (et nature) de la décision |
| ------------------------ | -------------------------------------------------------------------------------- | ------------------------------- |
| Saugnacq-et-Muret        | Saugnac-et-Muret                                                                 | 30 décembre 2021 (Décret)       |
| Onesse-et-Laharie        | Onesse-Laharie                                                                   | 5 novembre 2013 (Décret)        |
| Larrivière               | Larrivière-Saint-Savin                                                           | 7 juillet 2006 (Décret)         |
| Thétieu                  | Téthieu                                                                          | 6 novembre 1995 (Décret)        |
| Betbezer                 | Betbezer-d'Armagnac                                                              | 13 avril 1983 (Décret)          |
| Préchacq                 | Préchacq-les-Bains                                                               | 25 novembre 1970 (Décret)       |
| Aire                     | Aire-sur-l'Adour                                                                 | 3 avril 1962 (Décret)           |
| Frêche                   | Le Frêche                                                                        | 3 avril 1962 (Décret)           |
| Grenade                  | Grenade-sur-l'Adour                                                              | 3 avril 1962 (Décret)           |
| Leuy                     | Le Leuy                                                                          | 3 avril 1962 (Décret)           |
| Montfort                 | Montfort-en-Chalosse                                                             | 3 avril 1962 (Décret)           |
| Ousse-et-Suzan           | Ousse-Suzan                                                                      | 3 avril 1962 (Décret)           |
| Rion                     | Rion-des-Landes                                                                  | 3 avril 1962 (Décret)           |
| Saint-Laurent            | Saint-Laurent-de-Gosse                                                           | 3 avril 1962 (Décret)           |
| Vielle                   | Vielle-Tursan                                                                    | 25 janvier 1955 (Décret)        |
| Lugaut-Retjons           | Retjons                                                                          | 27 janvier 1953 (Décret)        |
| Bretagne                 | Bretagne-de-Marsan                                                               | 9 mai 1940 (Décret)             |
| Tercis                   | Tercis-les-Bains                                                                 | 25 janvier 1938 (Décret)        |
| Saint-Maurice            | Saint-Maurice-sur-Adour                                                          | 19 août 1937 (Décret)           |
| Sort                     | Sort-en-Chalosse                                                                 | 28 décembre 1936 (Décret)       |
| Mauvezin                 | Mauvezin-d'Armagnac                                                              | 28 avril 1926 (Décret)          |
| Vieux-Boucau             | Vieux-Boucau-les-Bains                                                           | 10 août 1924 (Décret)           |
| Vicq                     | Vicq-d'Auribat                                                                   | 20 décembre 1922 (Décret)       |
| Saint-Lon                | Saint-Lon-les-Mines                                                              | 12 août 1918 (Décret)           |
| Soorts                   | Soorts-Hossegor                                                                  | 2 avril 1913 (Décret)           |
| Gamarde                  | Gamarde-les-Bains                                                                | 17 novembre 1910 (Décret)       |
| Créon                    | Créon-d'Armagnac                                                                 | 4 mai 1910 (Décret)             |
| Sorde                    | Sorde-l'Abbaye                                                                   | 19 novembre 1908 (Décret)       |
| Saint-Julien-de-Gabarret | Saint-Julien-d'Armagnac                                                          | 16 février 1903 (Décret)        |
| Arthez                   | Arthez-d'Armagnac                                                                | 15 février 1895 (Décret)        |
| Cazères                  | Cazères-sur-l'Adour                                                              | 21 août 1888 (Décret)           |
| Pontenx                  | Pontenx-les-Forges                                                               | 1880                            |
| Rion                     | Rion-les-Landes                                                                  | 30 mai 1847 (Ordonnance)        |
| Cagnotte-et-Cazorditte   | Cagnotte                                                                         | 1832                            |
| Pouy                     | Saint-Vincent-de-Paul                                                            | 3 décembre 1828 (Ordonnance)    |
| Banos-et-Arcet           | Banos (après rattachement définitif du quartier d'Arcet à la commune de Montaut) | 7 mai 1828 (Ordonnance)         |

## Modifications de limites communales
Le plus souvent, les modifications des limites communales décidées par arrêtés préfectoraux ne sont pas répertoriées dans le Journal officiel ni dans le Bulletin officiel.
| La commune de ...                                 | ... cède du territoire à la commune de ...      | précisions | Date (et nature) de la décision |
| ------------------------------------------------- | ----------------------------------------------- | --- | ------------------------------- |
| Hastingues                                        | Sames (département des Pyrénées-Atlantiques)    | Superficie de 4 a 53 ca | 6 août 1986 (Décret)            |
| Sames (département des Pyrénées-Atlantiques)      | Hastingues                                      | Superficie de 2 a 35 ca | 6 août 1986 (Décret)            |
| Boussès (département du Lot-et-Garonne) Arx       | Arx Boussès (département du Lot-et-Garonne)     | | 16 septembre 1971 (Décret)      |
| Puyoô (département des Pyrénées-Atlantiques)      | Ossages                                         | 2 habitants Superficie de 44 a 50 ca | 10 juillet 1967 (Décret)        |
| Mont-de-Marsan Saint-Pierre-du-Mont               | Saint-Pierre-du-Mont Mont-de-Marsan             | | 20 novembre 1964 (Arrêté)       |
| Perquie                                           | Arthez-d'Armagnac                               | 11 habitants | 1er octobre 1963 (Arrêté)       |
| Bénesse-Maremne Orx                               | Orx Bénesse-Maremne                             | | 21 février 1962 (Arrêté)        |
| Lit-et-Mixe Saint-Julien-en-Born                  | Saint-Julien-en-Born Lit-et-Mixe                | Limite fixée sur le Courant de Contis | 22 décembre 1958 (Arrêté)       |
| Orthevielle                                       | Bélus                                           | 2 portions d’une superficie de 52 ha 34 a 70 ca et de 8 ha 69 a 98 ca. Groupe des immeubles : Marcon, Petit-Pélié, Grand-Pélié et Lahitte + quartier du Moulin-à-Vent | 19 février 1957 (Arrêté)        |
| Saint-Paul-lès-Dax                                | Magescq                                         | | 7 août 1951 (Décret)            |
| Saint-Sever                                       | Montsoué                                        | Section de Lanneplan | 19 novembre 1904 (Décret)       |
| Malaussane (département des Pyrénées-Atlantiques) | Mant                                            | Quartier de Las Coustouilles | 14 novembre 1901 (Loi)          |
| Brassempouy                                       | Cazalis                                         | Quartier du Biellé | 31 mars 1873 (Loi)              |
| Saint-Pierre-du-Mont                              | Mont-de-Marsan                                  | | 13 juin 1866 (Loi)              |
| Saint-Paul-lès-Dax                                | Dax                                             | Section du Sablar | 18 mai 1861 (Loi)               |
| Saint-Loubouer                                    | Eugénie-les-Bains                               | Section des Bains-de-Saint-Loubouer | 8 mai 1861 (Loi)                |
| Saint-Geours-d'Auribat                            | Poyanne                                         | Section de Courneau | 11 avril 1859 (Décret)          |
| Clermont                                          | Garrey                                          | Quartier de Baulat | 14 juillet 1856 (Loi)           |
| Lucmau (département de la Gironde) Callen         | Callen Lucmau (département de la Gironde)       | | 12 mai 1855 (Décret)            |
| Lugos (département de la Gironde) Saugnac-Muret   | Saugnac-Muret Lugos (département de la Gironde) | | 25 mai 1852 (Décret)            |
| Clermont                                          | Ozourt                                          | Limite fixée par le cours du ruisseau de Houssat | 9 août 1849 (Loi)               |
| Bégaar                                            | Tartas                                          | Quartier du Luc | 8 janvier 1834 (Ordonnance)     |
| Nonères                                           | Mont-de-Marsan                                  | | 10 mai 1831 (Ordonnance)        |
| Saint-Jean-d'Août                                 | Mont-de-Marsan                                  | | 10 mai 1831 (Ordonnance)        |
| Saint-Médard-de-Beausse                           | Mont-de-Marsan                                  | | 10 mai 1831 (Ordonnance)        |
| Saint-Pierre                                      | Mont-de-Marsan                                  | | 10 mai 1831 (Ordonnance)        |
| Cabidos (département des Basses-Pyrénées)         | Phillondenx                                     | Enclave | 30 mars 1831 (Ordonnance)       |
| Banos                                             | Montaut                                         | Quartier d'Arcet | 7 mai 1828 (Ordonnance)         |
| Lamolère                                          | Saint-Perdon                                    | Section de Martiens | 6 novembre 1822 (Ordonnance)    |
| Benquet                                           | Haut-Mauco                                      | Quartier d'Artiguères | 25 février 1818 (Ordonnance)    |
| Saint-Pierre                                      | Haut-Mauco                                      | Quartier de Moutet | 25 février 1818 (Ordonnance)    |
| Saint-Maurice                                     | Larrivière                                      | Quartier de Poymiro | 12 novembre 1806 (Décret)       |